# Skye McCole Bartusiak
Skye McCole Bartusiak (28 septembrie 1992

 – 19 iulie 2014) a fost o actriță americană de film și televiziune.

## Biografie
McCole Bartusiak s-a născut în Houston, Texas unde a trăit, până la moartea sa, alături de părinți, Raymond Donald Bartusiak și Helen McCole.
McCole Bartusiak a jucat în  filmul Patriotul, cu Mel Gibson, în 2000. Mai târziu a interpretat rolul tinerei Marilyn Monroe în miniserialul TV  Blonde, tot în 2001 a mai jucat în Don't Say a Word alături de Michael Douglas și Brittany Murphy. A interpretat rolul tinerei Charlie McGee în continuarea filmului Firestarter, Firestarter 2: Rekindled și pe cel al lui Megan Matheson în serialul de televiziune 24.
McCole Bartusiak a apărut în scurtmetrajul The Vest din 2003 și în Once Not Far from Home din 2005. A apărut și pe scenă, jucând în piesa de teatru The Miracle Worker alături de Hilary Swank.

## Deces
TMZ și revista Variety anunțau la 19 iulie 2014 că McCole Bartusiak a fost găsită moartă într-un garaj din spatele casei în care locuia din Texas. Variety a menționat că ea "a murit în somn"; iar TMZ a precizat că nu se cunosc motivele decesului înainte de rezultatele testelor toxicologice.

## Filmografie
| An   | Titlu                                                      | Rol                      | Note         |
| ---- | ---------------------------------------------------------- | ------------------------ | ------------ |
| 1999 | The Cider House Rules                                      | Hazel                    |              |
| 1999 | Witness Protection (Martor sub protecție)                  | Suzie Batton             | TV           |
| 2000 | The Prophet's Game                                         | Adele Highsmith (copil)  |              |
| 2000 | The Patriot (Patriotul)                                    | Susan Martin             |              |
| 2000 | The Darkling (Creatura )                                   | Casey Obold              | TV           |
| 2001 | Blonde                                                     | Tânăra Norma Jeane Baker | TV           |
| 2001 | Don't Say a Word                                           | Jessie Conrad            |              |
| 2001 | Riding in Cars with Boys                                   | Amelia - la 8 ani        |              |
| 2001 | The Affair of the Necklace (Afacerea "Colierul")           | Dove                     | Scene șterse |
| 2002 | Flashpoint                                                 | Lizzie                   |              |
| 2002 | Firestarter: Rekindled (Focul viu)                         | Tânăra Charlie McGee     | TV           |
| 2002 | Beyond the Prairie: The True Story of Laura Ingalls Wilder | Rose Wilder              | TV           |
| 2003 | The Vest                                                   | Sara                     | Scurtmetraj  |
| 2003 | Love Comes Softly (O viață nouă)                           | Missie Davis             | TV           |
| 2004 | Against the Ropes (În corzi )                              | Little Jackie            |              |
| 2005 | Boogeyman (Omul Negru )                                    | Franny                   |              |
| 2006 | Kill Your Darlings                                         | Sunshine                 |              |
| 2006 | Once Not Far from Home                                     | The Little Girl          | Scurtmetraj  |
| 2006 | Razor Sharp                                                | Isis/Ice-6               | Scurtmetrajt |
| 2008 | A Fix                                                      | Natalie Coleman          | Scurtmetraj  |
| 2008 | Pineapple (Ananas)                                         | Alex                     |              |
| 2009 | Wild About Harry                                           | Daisy Goodhart           |              |
| 2011 | Good Day for It                                            | Rachel                   |              |
| 2012 | Twelve Hungry Men                                          | Jesse                    | Scurtmetraj  |
| 2012 | Dr. Oscar Griffith: Hollywood Psychiatrist                 | The Pop Star/Rachel      | Scurtmetraj  |
| 2012 | Sick Boy                                                   | Lucy                     |              |

| An        | Titlu                             | Rol               | Note                                                    |
| --------- | --------------------------------- | ----------------- | ------------------------------------------------------- |
| 1999      | Storm of the Century              | Pippa Hatcher     | 4 episoade                                              |
| 1999      | JAG                               | Rachel Sherkston  | 1 episod ("Shakedown")                                  |
| 1999      | Judging Amy                       | Marcy Noble       | 1 episod ("Presumed Innocent")                          |
| 2000      | Providence                        | Jessie            | 1 episod ("Taking a Chance on Love")                    |
| 2000      | Frasier                           | Girl with Drawing | 1 episod ("The Three Faces of Frasier")                 |
| 2000      | Law & Order: Special Victims Unit | Jennifer          | 1 episod ("Legacy")                                     |
| 2001      | Touched by an Angel               | Sarah             | 1 episod ("The Birthday Present")                       |
| 2002-2003 | 24 (24 de ore)                    | Megan Matheson    | 8 episoade                                              |
| 2004      | George Lopez                      | L'il Bit          | 2 episoade ("The Simple Life" și "Trouble in Paradise") |
| 2005      | House                             | Mary Carroll      | 1 episod ("Kids")                                       |
| 2005      | Lost                              | Young Kate        | 1 episod ("Born to Run") Voce Nemenționată              |
| 2005      | CSI: Crime Scene Investigation    | Susan Lester      | 1 episod ("Bite Me")                                    |
| 2007      | Close to Home                     | Amber             | 1 episod ("Fall from Grace")                            |

| An   | Titlu                             |
| ---- | --------------------------------- |
| 2011 | University of Penn Relay Carnival |

## Premii și nominalizări
| An   | Ceremonie           | Categorie                                                                        | Pentru                   | Rezultat     |
| ---- | ------------------- | -------------------------------------------------------------------------------- | ------------------------ | ------------ |
| 2001 | Young Artist Awards | Best Ensemble in a Feature Film (împărțit cu restul distribuției)                | The Patriot              | Nominalizare |
| 2002 | Young Artist Awards | Best Performance in a Feature Film: Young Actress Age Ten or Under               | Riding in Cars with Boys | Nominalizare |
| 2002 | Young Artist Awards | Best Performance in a TV Series (Comedy or Drama): Young Actress Age 10 or Under | Touched by an Angel      | Nominalizare |

## Legături externe
- Site-ul oficial
- Skye McCole Bartusiak la Internet Movie Database
- Skye McCole Bartusiak la Allmovie
- Skye McCole Bartusiak la CineMagia